# Balanga
Balanga (offiziell: City of Balanga; Filipino: Lungsod ng Balanga) ist eine philippinische Stadt in der Provinz Bataan. Balanga ist die Hauptstadt der Provinz. Die Einwohner werden Balangueños genannt. Der Bataan-Nationalpark und der Berg Natib liegen im Westen der Großstadt.

## Geschichte
Balanga war früher ein Visita (untergeordnete Missionsstation) von Abucay, bevor es vom Ordenskapitel des Dominikanerordens am 21. April 1714 in eine eigenständige Missionsstation umgewandelt wurde. Später, am 18. April 1739 wurde Balanga ein Vikariat unter dem Schutz von Josef.
Nach der Gründung der Provinz Bataan im Jahre 1754 wurde Balanga von General Pedro Manuel Arandia aufgrund seiner günstigen Lage im Zentrum der neu gegründeten Provinz zur Hauptstadt erklärt.
Das Wort Balanga geht auf das Tagalogwort bañga für „Tontopf“ zurück, die in dem Ort produziert wurden.
Balanga wurde im Jahr 2000 von einer Stadtgemeinde zu einer Stadt erhoben.
Bereits vorher dehnte sich der Stadtrand nach Westen hin zum Bataan Provincial Expressway (auch Roman Superhighway) hin aus. Ein neues Wachstumszentrum im Baranggay Tuyo wurde im globalen Landnutzungsplan (Comprehensive Land Use Plan) festgeschrieben.
Balanga liegt an der Anschlussstelle Nr. 30 des mautpflichtigen Bataan Provincial Expressway (Roman Superhighway), der die Provinz Bataan mit den anderen Provinzen in Central Luzon verbindet.

## Baranggays
Balanga City ist politisch in 25 Baranggays unterteilt.
| - Bagumbayan - Cabog-Cabog - Doña Francisca Subdivision - Munting Batangas (Cadre) - Cataning - Central - Cupang Proper - Cupang West - Dangcol (Bernabe) - Ibayo - Malabia - Poblacion Barcenas - Pto. Rivas Ibaba - Pto. Rivas Itaas | - San Jose - Sibacan - Camacho - Talisay - Tanato - Tenejero - Tortugas - Tuyo - Bagong Silang - Cupang North - Pto. Rivas Lote |

## Liste der Bürgermeister
| Name                    | Amtszeit          |
| ----------------------- | ----------------- |
| Jose Enrique Garcia III | seit 1. Juli 2007 |
| Melanio S. Banzon Jr.   | 2004–2007         |
| Albert S. Garcia        | 1998–2004         |
| Melanio S. Banzon Jr    | 1988–1998         |
| Teodoro Camacho III     | 1968–1987         |
| Teodoro Alonzo          | 1980–1986         |
| Celso Valdecañas        | 1972–1979         |
| Vicente Malibiran       | 1964–1967         |
| Emilio Bernabe          | 1960–1963         |
| Pedro Dizon             | 1948–1959         |
| Faustino V. Vigo        | 1952–1955         |
| Graciano Pastorfide     | 1946–1947         |
| Numeriano Quindoy       | 1944–1945         |
| Mariano Batungbakal     | 1942–1943         |